# Macaca tonkeana
Macaca tonkeana (Макака тонкеанський) — вид приматів з роду Макака (Macaca) родини Мавпові (Cercopithecidae).

## Опис
Середня вага самців: 14.9 кг, середня вага самиць: 9 кг. M. tonkeana має сильні кінцівки, помірно довге рило, і короткий, що не привертає увагу хвіст. Волосяний покрив цього виду переважно чорний, з ділянками легкого коричневого кольору на щоках і крупу. По краях його діапазону, M. tonkeana, як відомо, зазнають гібридизації з кількома іншими макаками Сулавесі, в тому числі Macaca ochreata, Macaca maura і Macaca hecki.

## Поширення
Цей вид зустрічається на Сулавесі і Тогіанських островах, Індонезія. Цей вид зустрічається в тропічних лісах при помірних висотах від рівня моря до 2000 м.

## Поведінка
Плодоїдний, але їсть також незріле листя, членистоногих, стебла недавно розквітлих рослин і с.г. культур (фрукти, овочі, кукурудзу). Спостерігались групи з 10—30 осіб, що включали кілька статевозрілих дорослих обох статей. M. tonkeana проводять більшу частину свого часу пересуваючись на дерево. Активні протягом дня.

## Загрози та охорона
Вид часто отруюють і захоплюють як сільськогосподарського шкідника. Інші загрози включають полювання на харчування, захоплення для використання як домашніх тварин і перетворення середовища існування, особливо у зв'язку з насадженням пальмових і какао плантацій і розширення населених пунктів. Вид знаходиться в ряді охоронних територій, в тому числі Lore Lindu National Park (2,290 km2); Morowali Nature Reserve (2,250 km2); Peg. Faruhumpenai (900 km2); Towuti Nature Recreation Park (687 km2); and Danau Matano Nature Recreation Park (331 km2).